# Constituição de Medina
A Constituição de Medina (em árabe: صحیفة المدینه, Ṣaḥīfat al-Madīna), também conhecida como Carta de Medina, foi elaborada pelo profeta islâmico Maomé.
Ela é constituída de um acordo formal entre Maomé e todas as tribos e famílias importantes de Iatrebe (mais tarde conhecida como Medina), incluindo os muçulmanos, judeus e pagãos. O documento foi elaborado com a preocupação explícita de terminar com o a luta cruel entre as tribos de Aus e Cazeraje no interior de Medina. Para este fim, ela instituiu uma série de direitos e responsabilidades para as comunidades muçulmanas, judias e pagãs de Medina trazendo-as para dentro de uma única comunidade - a Ummah.

## Outras leituras
- Ahmad, Barakat (1979). Muhammad and the Jews. [S.l.]: Vikas Publishing House
- Watt, Montgomery (1956). Muhammad at Medina. [S.l.]: Oxford University Press
- Wensinck, Arendt Jan (1908). Muhammad and the Jews of Medina. [S.l.]: Leiden